# طوطی طلایی
طوطی طلایی یا کونور طلایی، (Guaruba guarouba)، یک طوطی نوگرمسیری زرد طلایی با اندازه متوسط است که بومی حوضه آمازون در شمال برزیل است.
پرهای آن بیشتر زرد روشن است، از این رو نام رایج آن است، اما دارای رنگ‌های سبز نیز می‌باشد. در جنگل‌های بارانی خشک‌تر و مرتفع‌تر در آمازون برزیل زندگی می‌کند و با جنگل‌زدایی و سیل و همچنین به دام انداختن غیرقانونی افراد وحشی برای تجارت حیوانات خانگی تهدید می‌شود. در پیوست I سایتس (CITES) فهرست شده‌است.

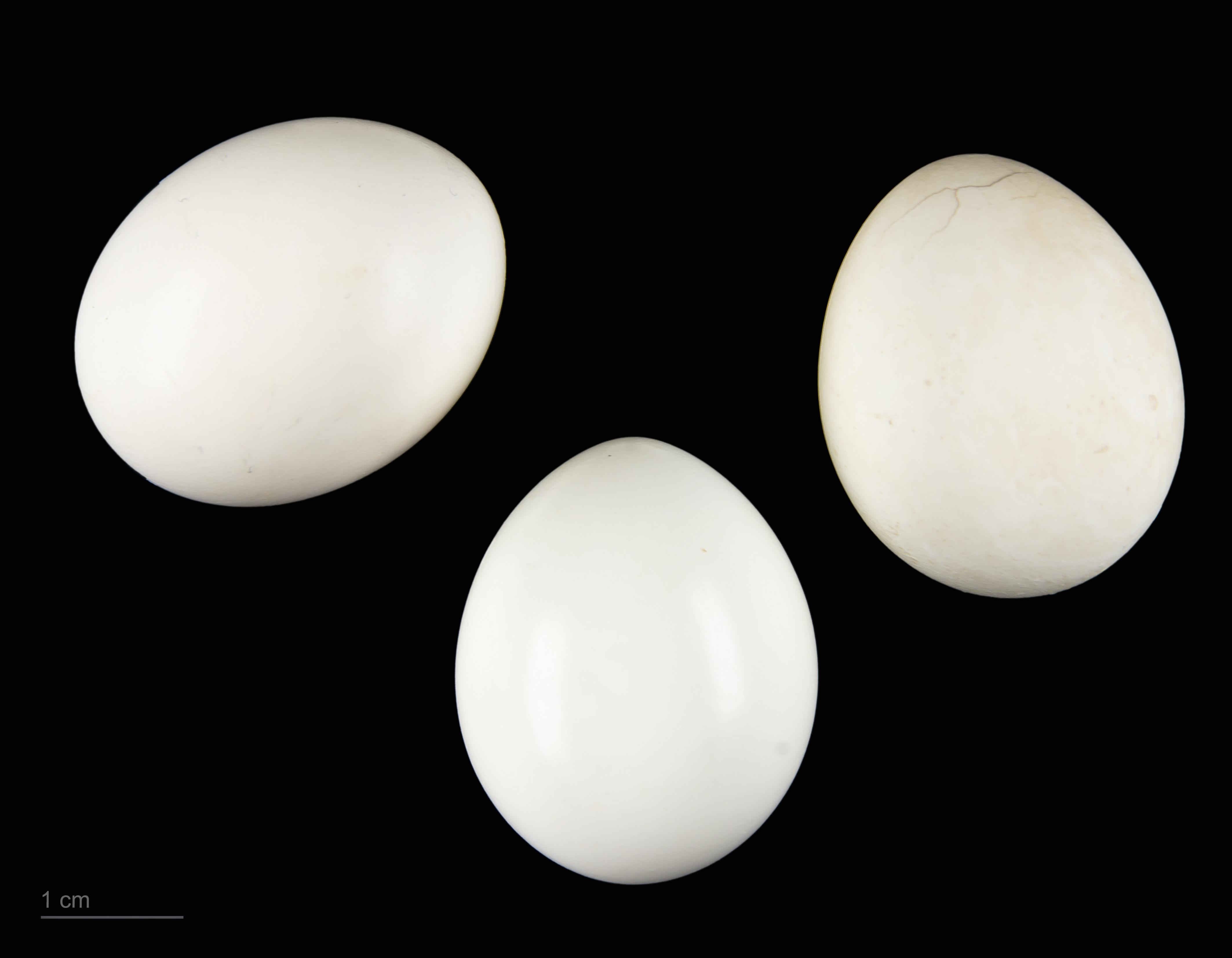
Guaruba guarouba - MHNT